# (9769) Nautilus
(9769) Nautilus (1993 DG2) – planetoida z pasa głównego asteroid okrążająca Słońce w ciągu 3,35 lat w średniej odległości 2,24 j.a. Odkryta 24 lutego 1993 roku.